# Марин Гогев
Марин Гогев е български художник, член на СБХ – група гр. Перник.
Твори маслена и акварелна живопис. По линия на съюза участва в 36 национални изложби между 1966 и 1992 година. Между 1952 и 1989 г. организира 14 самостоятелни изложби, три от които в София.
Участва в международни изложби: в Ливан, Нигерия, Австрия, Белгия, Полша, Япония. Негови платна са притежание на японска частна галерия.
След смъртта на Марин Гогев през октомври 2005 г. пернишкият общински съвет взема решение художествената галерия в квартал Изток да се кръсти на името на художника.